# По сірники (фільм)
«По сірники» (рос. «За спичками», фін. «Tulitikkuja lainaamassa») — екранізація однойменної повісті Майю Лассіла. Існує у двох версіях: фінською мовою та російською, причому це стосується й пісень, що лунають у фільмі. Версія, змонтована Орко, відрізняється більшою тривалістю, у версії Гайдая відсутні кілька сцен.
Раніше повість була екранізована у Фінляндії 1938.

## Сюжет
Антті Ігалайнен (Євген Леонов) щасливо жив на хуторі зі своєю дружиною Анною-Лізою (Рита Полстер). Коли в будинку Ігалайненів скінчилися сірники і нічим було розвести вогонь для приготування такої улюбленої фінами кави, Анна-Ліза відправила його до сусіда Гювярінена (Сергій Філіппов) по сірники.
По дорозі Іхалайнен зустрічає старого друга Юссі Ватанена (В'ячеслав Невинний). Юссі Ватанен попросив Ігалайнена засватати за нього дочку Гювярінена, Анну-Кайсу (Віра Івлєва). Прийшовши в гості до Гювярінена, він довго хвалив свого друга («м'ясо в будинку у Ватанена не переводиться навіть влітку») і нарешті вимовив заповітні слова «А чи не вийти Анні-Кайсьо заміж за Юссі Ватанена?». Гювярінен з ентузіазмом поставився до цієї ідеї. На жаль, Антті забув, якою була початкова мета його візиту до Гювярінена, та пішов назад без сірників.
Тим часом кравець Тагво Кенон (Георгій Віцин) з прилеглого містечка в п'яній бесіді з замовником розповів про те, що колись давно йому подобалася Анна-Ліза, але Антті Ігалайнен випередив його. Тахво Кенон сподівається побачити свою стару кохану.
Ігалайнен тим часом повідомляє Юссі про успішне сватання і друзі вирішують з'їздити до міста - купити подарунків для сім'ї нареченої, в тому числі хлібного вина (горілки) для старого Гювярінена. З тим, щоб не купувати нову пляшку під цей продукт, Юссі відшукав у комірчині стару.
Треба сказати, що друзі Антті та Юссі самі вже 10 років як «зав'язали». Річ у тому, що 10 років тому вони, перепившись, побилися з мельником та зламали йому 4 ребра, і потім за кожне ребро довелося віддати по корові. З того часу вони й зареклися пити.
Як на гріх, в тій пляшці (штоф) залишалася приблизно половина вмісту. Хоча Юссі запропонував «вилити цю гидоту», у результаті друзі не витримали й вицідили все до дна, після чого напідпитку вирушили в місто. Кравця Тахво Кенона, який трапився їм назустріч, вони залякали й ледь не побили. Відомому пліткареві Вілле Гуттунену (Олаві Агонен), який теж попався їм по дорозі, вони повідомили, що їдуть до Америки. Вілле Гутунен не забарився рознести цю новину по всій окрузі. Слух дійшов і до вух Анни-Лізи, яка вже почала турбуватися, чому чоловік так довго не повертається від сусідів. А натхнений цією новиною Тагво Кенон поспішає зробити шлюбну пропозицію «залишеній вдові» Ганні-Лізі. У цей час Антті і Юссі, прибувши в місто, зовсім не поспішають повертатися додому. Коли ж Ігалайнен, нарешті, повернувся і побачив нового чоловіка своєї дружини, тому добряче дісталося ...

## У ролях
- Євген Леонов — Антті Ігалайнен
- Рита Полстер — Анна-Ліза Ігалайнен (озвучує Антоніна Кончакова)
- В'ячеслав Невинний — Юссі Ватанен
- Рітва Валкама — Мійна (озвучує Тамара Совчі)
- Галина Польських — Кайса Кархгтар
- Георгій Віцин — Тагво Кенон
- Лео Ластумякі — фермер Партанен (озвучує Роман Філіппов)
- Пекка Аутіовуорі — Пекка Туртіайнен (озвучує Ігор Ясулович)
- Сергій Філіппов — Гювярінен
- Ніна Гребешкова — дружина Гювярінен
- Віра Івлєва — Анна-Кайса
- Олаві Ахонен — Вілле Гутунен (озвучує Юрій Саранцев)
- Михайло Пуговкін — поліцмейстер
- Кауко Геловірта — лейтенант Торвелайнен (озвучує Микола Граббе)
- Леонід Куравльов — селянин
- Віктор Уральський — селянин

## Знімальна група
- Сценарій:
- Режисер: Леонід Гайдай, Рісто Орко
- Оператор: Сергій Полуянов
- Художник: Фелікс Ясюкевіч, Рой
- Композитор: Олександр Зацепін
- Текст пісень: Юрій Ентін

## Книга і фільм
- «Нічийне» порося у фільмі має хазяйські мітки - просічки на вухах. Згідно з книгою, порося втратив торговець свининою, що проїздив через місто.
- У фільмі Антті і Юссі вкрай невміло і бездарно поводяться з човном, хоча Юссі має досвід керування човном (адже саме на човні мав намір він вирушити до сусіда Гювярінену спочатку). У повісті Майю Лассіла «краху корабля» зазнали не головні герої, але земляки вирішили, що потонули саме Ігалайнен і Ватанен, які нібито збиралися поплисти до Америки.

## Леонов в Університеті Гельсінкі
Євген Леонов приїхав до Фінляндії на знімання фільму «По сірники». Студенти Університету Гельсінкі запросили в гості радянського комедійного артиста. Фільми з його участю користувалися у них незмінним успіхом. Коли Леонов піднявся на кафедру, його зустрів оглушливий свист! Артист удав, що він тут ні при чому, і швидко відступив.
- Вони мене освистали! - Сказав він здивовано супровідникам.
- У фінської молоді, - пояснили йому через перекладача, - свист - це форма вітання і вирази добрих почуттів ...
Леонов знову став за кафедру, заклав до рота пальці та засвистів з усіх сил! Студенти його дружно підтримали. Після настільки оригінальної розминки зустріч пішла як по маслу ...